# Districte de Chaumont
El Districte de Chaumont és un dels tres districtes amb què es divideix el departament francès de l'Alt Marne, a la regió del Gran Est. Té 11 cantons i 160 municipis. El cap del districte és la prefectura de Chaumont.

## Cantons
cantó d'Andelot-Blancheville - cantó d'Arc-en-Barrois - cantó de Bourmont - cantó de Châteauvillain - cantó de Chaumont-Nord - cantó de Chaumont-Sud - cantó de Clefmont - cantó de Juzennecourt - cantó de Nogent - cantó de Saint-Blin - cantó de Vignory